# Pareas
Pareas ist eine Schlangengattung aus der Familie Pareidae. Im Deutschen werden die Arten der Gattung als auch der Familie Pareidae meist als Schneckennattern bezeichnet.

## Merkmale und Lebensweise
Diesen Namen verdanken die Schlangen ihrer Ernährungsweise, denn sie sind auf Schnecken spezialisiert. Sie sind zudem ovipar und teilweise baumbewohnend.

## Verbreitungsgebiet und Gefährdungsstatus
Die Arten der Gattung Pareas sind in Asien von China bis Indien in der subtropischen Klimazone verbreitet. Drei Arten sind in Taiwan verbreitet und eine Art (Pareas iwasakii) auf den japanischen Yaeyama-Inseln. Diese wird von der Weltnaturschutzunion (IUCN) als potentiell gefährdet („Near Threatened“) eingestuft. Acht weitere Arten der Gattung wurden als nicht gefährdet („Least Concern“) bewertet.

## Systematik
Die Gattung Pareas wurde 1830 von dem deutschen Zoologen und Herpetologen Johann Georg Wagler erstbeschrieben. Sie ist neben Aplopeltura (monotypisch), Asthenodipsas und Xylophis eine von vier Gattungen der Familie Pareidae und darunter die artenreichste. Nach der Reptile Database werden ihr 31 Arten zugeordnet, die im Folgenden nach Taxon sortiert gelistet sind (Stand April 2024):
| Bild | Trivialname                 | Taxon                   | Erstbeschreibung                                                                                       | Verbreitungsgebiet | IUCN |
| ---- | --------------------------- | ----------------------- | --- | --- | ---- |
|      |                             | Pareas abros            | Poyarkov, Nguyen, Pawangkhanant, Yushchenko, Brakels, Nguyen, Nguyen, Suwannapoom, Orlov & Vogel, 2022 | Typuslokalität: Vietnam (Song-Thanh-Naturschutzgebiet in der Provinz Quảng Nam) |      |
|      | Andersons Schneckennatter   | Pareas andersonii       | Boulenger, 1888                                                                                        | Indien (Mizoram, Nagaland), Nord-Myanmar, China (Yunnan) |      |
|      |                             | Pareas atayal           | You, Poyarkov & Lin, 2015                                                                              | Taiwan (Taoyuan), Höhe 100 bis 2000 m |      |
|      |                             | Pareas baiseensis       | Wu, Gong, Huang & Xu, 2023                                                                             | China |      |
|      |                             | Pareas berdmorei        | Theobald, 1868                                                                                         | Myanmar, China, Vietnam, Laos, Thailand |      |
|      |                             | Pareas boulengeri       | (Angel, 1920)                                                                                          | China (Gansu, Sichuan, Guizhou, Guangxi, Guangdong, Hunan, Henan, Jiangxi) | 2012 |
|      | Gekielte Schneckennatter    | Pareas carinatus        | Wagler, 1830                                                                                           | Indonesien (Java, Lombok, Sumatra, Bali), Malaysia (Malaya und East Malaysia), Burma (Myanmar), Thailand, Vietnam, Laos, Kambodscha, China (Yunnan) | 2012 |
|      |                             | Pareas chinensis        | (Barbour, 1912)                                                                                        | Süd-China (Fujian, Jiangxi, Guangdong, Guangxi, West-Guizhou, Sichuan, Ost-Tibet, Yunnan, Hongkong), Nordost-Myanmar | 2019 |
|      |                             | Pareas dulongjiangensis | Liu, Yang, Rao, Guo & Rao, 2023                                                                        | China (Yunnan) |      |
|      |                             | Pareas formosensis      | (Van Denburgh, 1909)                                                                                   | Taiwan | 2012 |
|      |                             | Pareas geminatus        | Ding, Chen, Suwannapoom, Nguyen, Poyarkov & Vogel, 2020                                                | China (Yunnan), Thailand (Chiang Mai), Nord-Laos |      |
|      |                             | Pareas guanyinshanensis | Liu, Mo, Li, Li, Luo, Rao & Li, 2024                                                                   | China |      |
|      | Hamptons Schneckennatter    | Pareas hamptoni         | (Boulenger, 1905)                                                                                      | Burma, Vietnam (Hòa Bình, Yên Bái etc.), Laos, Kambodscha, Thailand (Tak), China (Hainan, Hongkong, Guizhou, Yunnan) | 2012 |
|      |                             | Pareas iwasakii         | (Maki, 1937)                                                                                           | Japan (Yaeyama-Inseln) | 2017 |
|      |                             | Pareas kaduri           | Bhosale, Phansalkar, Sawant, Gowande, Patel & Mirza, 2020                                              | Indien (Arunachal Pradesh) |      |
|      |                             | Pareas komaii           | (Maki, 1931)                                                                                           | Taiwan |      |
|      |                             | Pareas kuznetsovorum    | Poyarkov, Nguyen, Pawangkhanant, Yushchenko, Brakels, Nguyen, Nguyen, Suwannapoom, Orlov & Vogel, 2022 | Typuslokalität: Vietnam (Bezirk Sông Hinh in der Provinz Phú Yên) |      |
|      | Weißflecken-Schneckennatter | Pareas macularius       | Theobald, 1868                                                                                         | Indien (Darjeeling, Sikkim, Westbengalen), Bangladesch, Myanmar (Kachin, Mandalay, Mon, Shan, Tanintharyi, Yangon), Thailand (Chiang Mai), Laos (Xiangkhouang), Vietnam (Bắc Kạn, Cao Bằng, Hải Dương, Hòa Bình, Lai Châu, Nghệ An, Quảng Bình, Vĩnh Phúc), Süd-China (Yunnan, Guangxi, Guangdong, Guizhou) |      |
|      | Weißflecken-Schneckennatter | Pareas margaritophorus  | (Jan, 1866)                                                                                            | Indien (Mizoram), Nordwest-Malaysia, Thailand, Myanmar, Laos, Kambodscha, Vietnam (Hòa Bình), China (Guangdong, Hongkong, Guangxi, Hainan) | 2012 |
|      |                             | Pareas modestus         | Theobald, 1868                                                                                         | Indien (Mizoram), Myanmar (Yangon) |      |
|      |                             | Pareas monticola        | (Cantor, 1839)                                                                                         | Indien (Sikkim, Assam, Mizoram, Darjeeling, Arunachal Pradesh), Bhutan, China (Xizang, Yunnan), Vietnam, Myanmar | 2021 |
|      |                             | Pareas niger            | (Pope, 1928)                                                                                           | China (Yunnan) |      |
|      |                             | Pareas nigriceps        | Guo & Deng, 2009                                                                                       | China (Yunnan: Gaoligong-Gebirge) | 2012 |
|      |                             | Pareas nuchalis         | (Boulenger, 1900)                                                                                      | Malaysia (Borneo, Sarawak) | 2013 |
|      |                             | Pareas stanleyi         | (Boulenger, 1914)                                                                                      | China (Fujian, Zhejiang, Guizhou, Sichuan) | 2012 |
|      |                             | Pareas temporalis       | Le, Tran, Hoang & Stuart, 2021                                                                         | Vietnam |      |
|      |                             | Pareas tigerinus        | Liu, Zhang, Poyarkov, Hou, Wu, Rao, Nguyen & Vogel, 2023                                               | China (Yunnan) |      |
|      |                             | Pareas victorianus      | Vogel, Nguyen, Zaw & Poyarkov, 2021                                                                    | Myanmar (Chin) |      |
|      | Vindums Schneckenfresser    | Pareas vindumi          | Vogel, 2015                                                                                            | Nord-Myanmar (Kachin) |      |
|      |                             | Pareas xuelinensis      | Liu & Rao, 2021                                                                                        | China (Yunnan) |      |
|      |                             | Pareas yunnanensis      | (Vogt, 1922)                                                                                           | China (Yunnan) |      |